# (15898) Kharasterteam
(15898) Kharasterteam est un astéroïde de la ceinture principale.

## Description
(15898) Kharasterteam est un astéroïde de la ceinture principale. Il fut découvert le 26 août 1997 à l'Observatoire d'Ondřejov par Petr Pravec et Lenka Šarounová. Il présente une orbite caractérisée par un demi-grand axe de 2,58 UA, une excentricité de 0,07 et une inclinaison de 13,6° par rapport à l'écliptique.

## Compléments